# 和路雪
和路雪（英文：Wall's）是英荷联合利华公司旗下的冰淇淋品牌。

## 歷史
創始人理查·和路1786年在倫敦的聖雅各市場開始經營肉鋪。從1812年開始公司獲得當時的攝政王、後來的國王，以及此後的各朝英王的皇家認證委任，為宮廷提供豬肉。
20世紀初，公司由理查的孫子托馬·和路二世經營，隨著每年夏天公司主營的肉腸、肉餡餅和鮮肉的市場需求減少，公司每年都要裁減員工。因此在1913年托馬·和路二世決定開始在夏天生産冰淇淋，這樣就不需要臨時裁減員工。
由於第一次世界大戰爆發，冰淇淋生産在1922年後才開始，此時和路氏公司已被利華兄弟買下，並開始生産冰淇淋，立即獲得成功。1959年，和路氏又開辦第二間冰淇淋工廠，使得生産能力翻番。
1994年聯合利華將和路氏的肉製品分公司出售，僅保留和路氏雪糕公司。
1998年開始，聯合利華將其在全世界的主要冰淇淋品牌進行調整，統一使用“心牌”商標但保留各地的品牌名稱。

### 中国
1993年开始在中国销售，其中文品牌取“和路氏雪糕公司”的簡稱為“和路雪”。
联合利华1999年收购了香港和中国大陆的原屈臣氏雪糕品牌“雪山雪糕”，并将其并入和路雪中国公司。